# Дробышев, Юрий Александрович
Юрий Александрович Дробышев (24 июня 1955, Абакан, Хакасская автономная область, РСФСР — 22 апреля 2024, Калуга) — доктор педагогических наук, профессор, ректор Калужского государственного педагогического университета им. К. Э. Циолковского с 2004 года по 2010 год.

## Биография
С 1972 по 1976 годы обучался в Абаканском государственном педагогическом институте. После его окончания остался в институте для преподавательской работы и был направлен на годичную стажировку в Ленинградский государственный университет. С 1977 года работал ассистентом и старшим преподавателем кафедры высшей математики Абаканского филиала Красноярского Политехнического института. В 1984 году перешёл на работу в Абаканский государственный педагогический институт.
С 1986 года по 1989 год учился в аспирантуре по специальности «Методика преподавания математики» на кафедре математического анализа Московского государственного заочного педагогического института. После окончания аспирантуры, начиная с 1990 года, работал в КГПИ в должности ассистента, старшего преподавателя, доцента, профессора, заведующего кафедрой. Кроме того, в течение 8 лет занимал по совместительству должность ученого секретаря университета.
23 мая 1991 года в Московском государственном заочном педагогическом институте защитил диссертацию по теме «Методика изучения многочленов с учётом межпредметных связей курсов алгебры и информатики» на соискание учёной степени кандидата педагогических наук. 18 мая 2011 года в Тульском государственном педагогическом университете имени Л. Н. Толстого защитил диссертацию  «Многоуровневая историко-математическая подготовка будущего учителя математики» на соискание учёной степени доктора педагогических наук. В 1992 году получил звание доцента, а в 2004 году — звание профессора.
Являлся действительным членом Академии информатизации образования и членом-корреспондентом международной академии непрерывного педагогического образования и международной академии высшей школы. Член рабочей группы комплексных проектов при председателе комиссии по сохранению культурного и духовного наследия при Общественной Палате.
Скончался 22 апреля 2024 года в Калуге.

## Деятельность на посту ректора
В 2004 году избран ректором Калужского государственного педагогического университета имени К. Э. Циолковского. В период руководства в университете биолого-химический факультет преобразован в институт естествознания (2005 г.). Благодаря стараниям Ю. А. Дробышева в мае 2010 университет получил статус классического.
В 2008 году был построен новый учебный корпус, что позволило решить проблему нехватки учебных площадей. 16 февраля 2011 года по инициативе Ю. А. Дробышева было начато строительство собственного бассейна университета на правом берегу Оки.
По инициативе Дробышева в 2006 году начато издание научного журнала «Вестник Калужского университета».
В сентябре 2010 года оставил пост ректора КГУ имени К. Э. Циолковского.
Впоследствии профессор кафедры Высшая математика и статистика Калужского филиала Финансового университета при Правительстве Российской Федерации.

## Основные работы
- Историко-математический аспект в методической подготовке учителя. — Калуга, Калужский государственный педагогический университет им. К. Э. Циолковского, 2004. — 155 с[6].
- Историко-математическая подготовка будущего учителя математики. — М., Дрофа, 2010. — 86 с[7].
- Из истории развития методов решения алгебраических уравнений. — М., Дрофа, 2010. — 141 с[8].

## Награды
- Медаль К. Д. Ушинского
- Медаль ФНПР «100 лет профсоюзам России»
- Медаль Екатерины Дашковой «За служение Свободе и Просвещению»
- Медаль «За особые заслуги перед Калужской областью»
- Нагрудный знак Почётный работник высшего профессионального образования Российской Федерации